# Odžaci
Odžaci (Servisch: Оџаци , Hongaars: Hódság , Duits: Hodschag) is een gemeente in het Servische district West-Bačka.
Odžaci telt 35.582 inwoners (2002). De oppervlakte bedraagt 411 km², de bevolkingsdichtheid is 86,6 inwoners per km².

## Plaatsen in de gemeente
De gemeente Odžaci omvat de stad Odžaci, en de volgende dorpen:
- Bački Brestovac
- Bački Gračac
- Bogojevo (Hongaars: Gombos)
- Deronje
- Karavukovo
- Lalić
- Ratkovo
- Srpski Miletić